# Mont Potalaka
Le mont Potalaka, ou mont Potala, est un sommet mythique de la tradition bouddhique indienne, demeure du bodhisattva de la miséricorde Avalokiteśvara.

## Origine
Selon la mythologie bouddhique, la déité Avalokiteśvara demeure au sommet d'une montagne, à l'écoute des plaintes des êtres qui souffrent. Dans l'Avatamsaka sutra, la montagne est appelée mont Potalaka et identifiée au paradis bouddhique, la Terre pure d'Amitābha,. Dans ses écrits, le moine bouddhiste Xuanzang (602 – 664) la situe dans les monts Malaya (en), une chaîne de montagnes de l'Inde du Sud mentionnée dans les textes sacrés de l'hindouisme.
Selon le bouddhologue japonais Shu Hikozaka, le nom de la montagne résulterait de l'altération de l'expression sanscrite « buddha loka » signifiant littéralement « place des bouddhistes ».

## Localisation
En Asie, plusieurs proéminences topographiques sont désignées comme étant le mythique mont Potalaka.

### Chine
À partir du Xe siècle, le mont Putuo (traduction en chinois du nom sanskrit de la montagne), situé sur l'île de même nom, en Chine, dans la province du Zhejiang, au sud-est de Shanghai, devient un lieu de dévotion important dédié à Avalokiteśvara,.
Dans la région autonome du Tibet, le mont Potalaka bouddhique est identifié à la colline de Marpari, dans le Nord-Ouest de Lhassa. Au sommet de l'édifice montagneux, aussi appelé mont Potala (translittération en tibétain du nom sanskrit de la montagne), a été édifié au XVIIe siècle le palais du Potala, la résidence du dalaï-lama, autorité spirituelle tibétaine réputée être une incarnation d'Avalokiteśvara,,. À Chengde, dans la province du Hebei, le temple de Putuo Zongcheng, datant de la dynastie Qing et voisin du palais d'été de cette dynastie, est inspiré par le palais du Potala.

### Inde
Au tout début de l'histoire du bouddhisme, le culte d'Avalokiteśvara, « dieu miséricordieux qui regarde ici-bas et voit la misère du monde », devient populaire ; sa demeure est située sur le mont Potala, près de l'embouchure du fleuve Indus. Plus tardivement, la résidence de la divinité bouddhique est déplacée à l'extrême sud de l'Inde.
Depuis le début des années 1980, le bouddhologue Shu Hikozaka propose, comme emplacement terrestre du mont Potalaka, le mont Pothigai, une colline des monts Agasthiyar (en) qui forment la partie Sud des Ghats occidentaux dans l'État du Tamil Nadu.

### Japon
Plusieurs lieux saints du Japon sont considérés comme une incarnation du mont Potalaka, appelé mont Fudaraku (補陀洛山, Fudaraku-san), : le mont Nachi (ja) d'où s'écoule la chute d'eau de Nachi, à Nachikatsuura (préfecture de Wakayama), les monts Nikkō dans la ville de Nikkō (préfecture de Tochigi), et les environs du sanctuaire Kasuga de Nara (préfecture de Nara),.